# Fermina Orduña
Fermina Orduña fue una inventora española y primera mujer en conseguir un privilegio (patente) tecnológico en España. 

## Biografía
Se desconoce cómo fue la vida de Fermina Orduña, únicamente que residía en Madrid en 1865. Sin embargo, fue una mujer de gran mérito pues fue la primera que presentó una patente, o privilegio de invención como entonces se llamaba, en España. En aquel momento histórico era muy poco frecuente que una mujer tuviera la iniciativa y la valentía de desarrollar, con gran esfuerzo y luchando contra los prejuicios de la época, una invención. Además, su innnovación tenía un evidente propósito de salud pública.
En 1865, Fermina obtuvo el privilegio de Invención español n.º 4006, titulado «Carruaje para caballerizas para la conducción higiénica de las burras, vacas o cabras de leche para la expedición pública», que se refiere a un carruaje adaptado para el transporte de ganado lechero de forma que permitiese el ordeño y expedición de leche fresca in situ y al momento.

## Patente
La patente describía un carruaje especial para vender leche (vaca, cabra o burra) al público. Se trataba de un vehículo que permitía trasladar al ganado lechero. En aquella época, la leche no era tratada para su posterior consumo, sin embargo, se sabía que no era conveniente que transcurriera demasiado tiempo entre el ordeñado y su consumo. La leche era extraída utilizando un ordeñador mecánico creado por la misma inventora. El carro estaba cerrado y se movía tirado por caballos, el número de estos dependían de la cantidad de ganado lechero que transportase. El carruaje tenía un establo con pienso de grano seco, asegurándose una buena alimentación del ganado evitando que ingiriera forraje nocivo para la lactancia. El carro tenía incorporada una caldera para mantener la temperatura del agua, así como una campana para avisar a la posible clientela.La protección de la patente tenía un plazo de 5 años a partir de su fecha de expedición, el 20 de mayo de 1865.